# Sauville
|  | Per a altres significats, vegeu «Sauville (Ardenes)». |

Sauville és un municipi francès, situat al departament dels Vosges i a la regió del Gran Est. L'any 2007 tenia 202 habitants.

## Demografia

### Població
El 2007 la població de fet de Sauville era de 202 persones. Hi havia 83 famílies, de les quals 29 eren unipersonals (25 homes vivint sols i 4 dones vivint soles), 29 parelles sense fills, 21 parelles amb fills i 4 famílies monoparentals amb fills.
La població ha evolucionat segons el següent gràfic:
Habitants censats

### Habitatges
El 2007 hi havia 112 habitatges, 84 eren l'habitatge principal de la família, 7 eren segones residències i 22 estaven desocupats. 109 eren cases i 2 eren apartaments. Dels 84 habitatges principals, 72 estaven ocupats pels seus propietaris, 9 estaven llogats i ocupats pels llogaters i 2 estaven cedits a títol gratuït; 4 tenien dues cambres, 7 en tenien tres, 17 en tenien quatre i 55 en tenien cinc o més. 63 habitatges disposaven pel capbaix d'una plaça de pàrquing. A 40 habitatges hi havia un automòbil i a 33 n'hi havia dos o més.

### Piràmide de població
La piràmide de població per edats i sexe el 2009 era:
| Homes | Edats   | Dones |
| ----- | ------- | ----- |
| 0     | 95 o +  | 0     |
| 0     | 90 a 94 | 4     |
| 8     | 85 a 89 | 12    |
| 0     | 80 a 84 | 0     |
| 8     | 75 a 79 | 8     |
| 0     | 70 a 74 | 4     |
| 4     | 65 a 69 | 4     |
| 4     | 60 a 64 | 4     |
| 0     | 55 a 59 | 4     |
| 4     | 50 a 54 | 12    |
| 16    | 45 a 49 | 4     |
| 4     | 40 a 44 | 4     |
| 8     | 35 a 39 | 12    |
| 4     | 30 a 34 | 0     |
| 16    | 25 a 29 | 0     |
| 4     | 20 a 24 | 4     |
| 0     | 15 a 19 | 4     |
| 0     | 10 a 14 | 20    |
| 0     | 5 a 9   | 0     |
| 8     | 0 a 4   | 0     |

## Economia
El 2007 la població en edat de treballar era de 121 persones, 88 eren actives i 33 eren inactives. De les 88 persones actives 76 estaven ocupades (47 homes i 29 dones) i 11 estaven aturades (1 home i 10 dones). De les 33 persones inactives 10 estaven jubilades, 14 estaven estudiant i 9 estaven classificades com a «altres inactius».

### Ingressos
El 2009 a Sauville hi havia 81 unitats fiscals que integraven 195 persones, la mediana anual d'ingressos fiscals per persona era de 15.155 €.

### Activitats econòmiques
Dels 5 establiments que hi havia el 2007, 1 era d'una empresa de construcció, 1 d'una empresa de comerç i reparació d'automòbils, 1 d'una empresa financera, 1 d'una empresa de serveis i 1 d'una entitat de l'administració pública.
Dels 2 establiments de servei als particulars que hi havia el 2009, 1 era un taller de reparació d'automòbils i de material agrícola i 1 electricista.
L'any 2000 a Sauville hi havia 11 explotacions agrícoles.

## Poblacions properes
El següent diagrama mostra les poblacions més properes.